# Гибридома

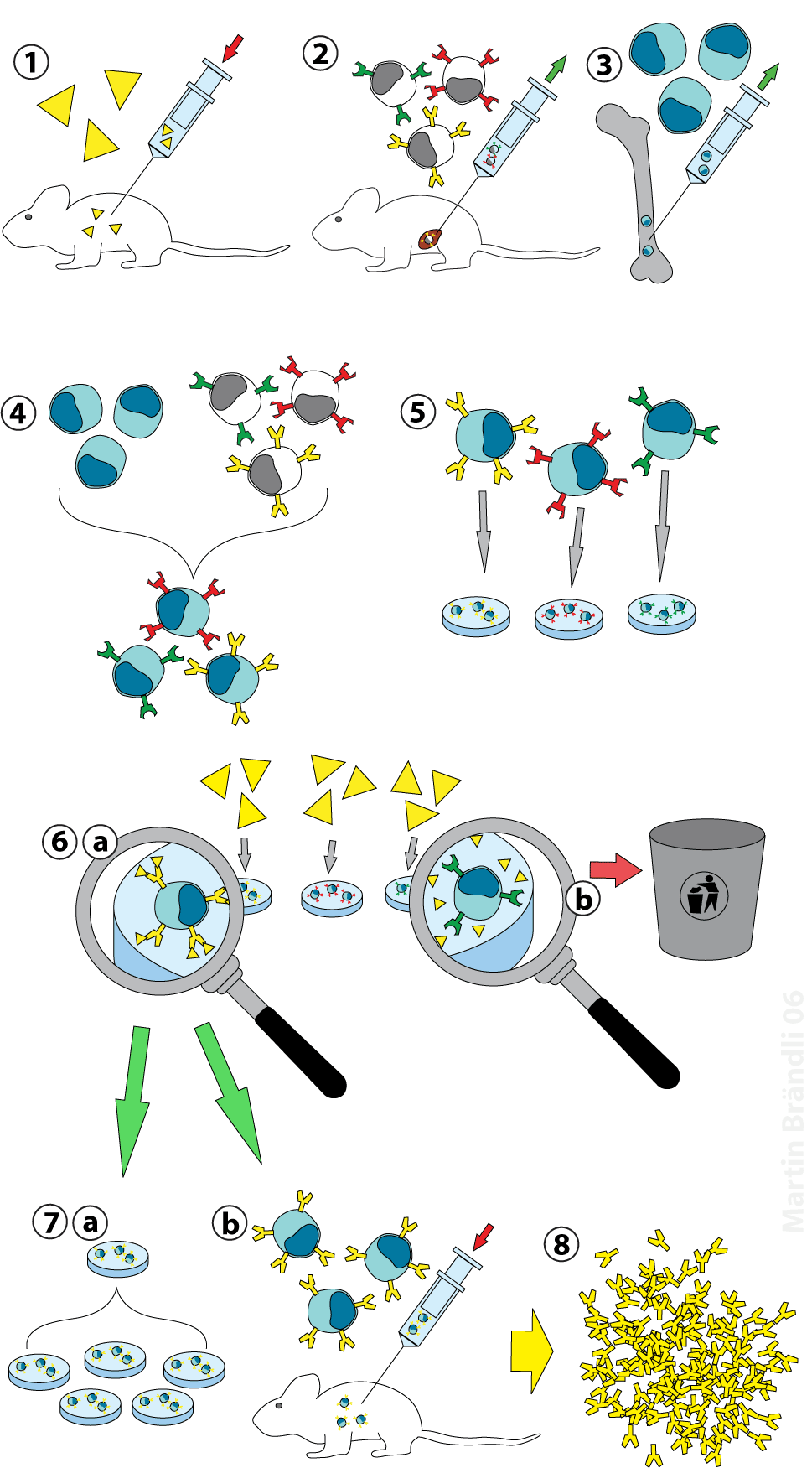
Гибридомная технология:
(1) иммунизация животных;
(2) выделение В-лимфоцитов из селезёнки;
(3) культура клеток миеломы;
(4) слияние В-лимфоцитов и клеток миеломы;
(5) сегрегация клеточных линий;
(6) скрининг и селекция линий, производящих антитела;
(7) размножение гибридомы in vitro (a) или in vivo (b);
(8) получение антител.

Гибридо́ма — гибридная клеточная линия, полученная в результате слияния клеток двух видов: способных к образованию антител B-лимфоцитов, полученных из селезёнки иммунизированного животного (чаще всего мыши), и опухолевых клеток миеломы. Слияние клеток производится с помощью нарушающего мембраны агента, такого, как полиэтиленгликоль или вирус Сёндай. Поскольку раковые клетки миеломы «бессмертны», то есть способны делиться большое количество раз, после слияния и соответствующей селекции гибридома, производящая моноклональные антитела против антигена может поддерживаться долгое время. В 1984 г. за открытие принципа получения моноклональных антител Мильштейн, Кёлер и Ерне получили Нобелевскую премию по физиологии и медицине.

## Описание метода
Лабораторные животные (млекопитающие, например, мыши) подвергаются иммунизации, обычно, путём нескольких инъекций антигена в течение 1—2 месяцев. Затем из селезёнки получают клетки, из которых выделяют лимфоциты. Их сливают с клетками миеломы, которую выбирают так, чтобы она сама по себе не производила антитела и не имела гена гипоксантин-гуанинфосфорибозилтрансферазы (ГГФТ), что делает её чувствительной к селектирующему агенту НАТ (см. ниже). Слияние клеток производится с помощью нарушающего мембраны агента, такого, как полиэтиленгликоль или вирус Сендай.
После слияния клетки в течение 10—14 дней поддерживают в среде, содержащей НАТ (гипоксантин, аминоптерин и тимидин). Аминоптерин блокирует синтез нуклеотидов, поэтому клетки материнской миеломы погибают. В отличие от миеломы, гибридные клетки и В-лимфоциты, имеющие ген ГГФТ, выживают за счёт использования гипоксантина как источника пуринов, но продолжительность жизни обычных лимфоцитов ограничена, и через несколько недель в культуре остаются только клетки гибридомы. Поскольку не все из них образованы путём слияния миеломы с лимфоцитами, производящими нужные антитела, клетки делят на линии, которые поддерживают в отдельных ячейках 96-луночных плашек. Далее в среде над клетками определяют антитела и отбраковывают клеточные линии, не производящие антитела или недостаточно быстро размножающиеся. При достаточно хорошем разведении клеточной суспензии в одну лунку попадает не более одной гибридной клетки, но для гарантированного качества и стабильности культуры отобранные клеточные линии могут быть ещё раз клонированы с тем, чтобы антитела производились потомками одной гибридной клетки, то есть были моноклональными.
Клонированную культуру гибридомы затем пересевают из лунки 96-луночной плашки в сосуды большей ёмкости для размножения, хранения в жидком азоте и получения большего количества антител для дальнейших исследований. Из культуральной среды можно получить от 1 до 60 µg/ml моноклональных антител. Большее количество можно получить путём введения клеточной суспензии в брюшную полость мышей, где гибридома размножается подобно раковым клеткам материнской миеломы, секретируя антитела во внутриполостную жидкость с образованием асцита (скопление жидкости в брюшной полости).